# Битва при Данданакані
Битва при Данданакані — велика битва, що відбулась 23—25 травня 1040 року й ознаменувала початок масштабних сельджуцьких завоювань в Азії. Результатом битви стала перша значна перемога Сельджуків над Газневідами.

## Передумови
1035 року Сельджуки на чолі з братами Тогрул-беком і Чагри-беком, а також їхнім дядьком Мусою ібн Сельджуком, переселились з Хорезма в Хорасан, що належав Газневідській державі. Умови, що їх висунули Сельджуки (зайняття земель у Хорасані за умови їх захисту від нападів ворогів) не задовольнили газневідського султана Масуда, який вирішив вигнати Сельджуків зі своїх земель. Утім газневідські війська у 1035—1038 роках зазнали низки поразок, а Сельджуки розширили сферу свого впливу, захопивши Нішапур. 1039 року султан Масуд I почав більш ретельно готуватись до боротьби з Сельджуками та завдав їм кількох суттєвих ударів, повернувши Нішапур. Сторони почали готуватись до вирішальної битви.
Султан Масуд мобілізував максимальне число військ своєї держави й у квітні 1040 року зосередив їх у Гераті. В складі армії Масуда були бойові слони, заковані в обладунки. Газневідські війська рушили на Сельджуків у напрямку Мерва. Невеликі сельджуцькі загони здійснювали часті напади на газневідське військо, завдаючи йому збитків, а також відрізали противника від джерел води. Це позначилось на фізичному та моральному стані армії Масуда до моменту вирішальної битви.

## Перебіг битви
Війська противників зустрілись біля стін невеликої фортеці Данданакан, розташованої на відстані одного дня шляху від Мерва на дорозі в Серахс (за 33 км від сучасного міста Мари). Битва тривала три дні. Сельджуки цілковито розбили газневідську армію. Султан Масуд утік з поля бою з 100 вершниками до Газні, все майно армії Газневідів стало трофеями сельджуцького війська.

## Наслідки
Після перемоги при Данданакані Тогрул-бек і Чагри-бек продовжили завоювання, швидко заволодівши Хорасаном і розпочавши рух на захід. Тогрул-бек проголосив себе султаном, а Чагри-бек став правителем Хорасану. Газневідська держава назавжди втратила провідну роль у політичному житті регіону, ставши невеликим князівством.